# Dtp entertainment
dtp entertainment AG (с 1995 по 1999 — DTP Neue Medien, сокращение dtp — digital tainment pool) — немецкая компания, издатель компьютерных игр, основанная в 1995 году Томасом Баюром. Штаб-квартира расположена в Гамбурге, Германия и в компании сегодня работает более 180 сотрудников.  Она является одной из ведущих издателей игр в Германии. dtp известна изданием множества игр, которые были разработаны в Германии, особенно игры жанра adventure. Компания также выступает в качестве дистрибьютора видеоигр.

## Дочерние компании
В 2004 году была открыта новая дочерняя компания, dtp young entertainment, которая специализируется на разработке и издании образовательного программного обеспечения и игр для детей.  В 2007 году dtp открыла свои собственные студии, Cranberry Productions, которая находится в Ганновере и RealU, расположенная в Сингапуре. В 2008 году dtp купила студию разработчиков из Бремена, House of Tales.

## Изданные игры
- The Mystery of the Druids (2001)
- Runaway: A Road Adventure (2003)
- The Black Mirror (2004)
- The Moment of Silence (2004)
- Sherlock Holmes: Secret of the Silver Earring (2004)
- Nibiru: Messenger of the Gods (2005)
- Undercover: Operation Wintersonne (2006)
- Runaway 2: The Dream of The Turtle (2006)
- Undercover: Doppeltes Spiel (2007)
- Legend: Hand of God (2007)
- Windchaser (2008)
- So Blonde (2008)
- Drakensang: The Dark Eye (2008)
- Мата Хари: шпионка-соблазнительница (2008)
- Memento Mori (2009)
- Giana Sisters DS (2009)
- Crazy Machines 2 (2009)
- Divinity II: Ego Draconis (2009)
- Venetica (2009)
- The Black Mirror II (2009)
- Drakensang: The River of Time (2010)
- King’s Bounty: Принцесса в доспехах (2010) (издание в Германии)
- Alarm für Cobra 11 – Das Syndikat (2010)
- Summer Challenge: Athletics Tournament (2010)
- Winter Sports 2011: Go for Gold (2010)
- Gray Matter (2011)
- The Cursed Crusade (2011)
- Blood Knights (2012)
- Awesomenauts (2012) (версии для Xbox 360 и PlayStation 3)
- Серия Tony Tough